# Qriocity
Qriocity (искаженное curiosity — рус. любопытство) — торговое название интернет-сервиса компании Sony, который предоставлял пользователям услуги по прослушиванию музыки, просмотру видео, чтению электронных книг и пользованию компьютерными играми. Qriocity стал доступен на территории США начиная с апреля 2010 года, Sony намеревалась распространить его на европейский рынок.
Видеосервис в составе Qriocity предоставлял пользователям для просмотра фильмы от нескольких крупных кинокомпаний, включая как Sony Pictures Home Entertainment, принадлежащую самой Sony, так и от 20th Century Fox Home Entertainment, Lionsgate, Metro-Goldwyn-Mayer Studios Inc. (MGM), NBC Universal (Universal Studios), Paramount Pictures, The Walt Disney Company и Warner Bros.. Qriocity был доступен через Blu-ray-проигрыватели от Sony, PC-совместимые компьютеры, PlayStation 3, телевизоры марки BRAVIA и некоторые портативные музыкальные проигрыватели.
Qriocity стал доступен в США в июне 2010 года во время проведения Electronic Entertainment Expo 2010. Потом он появился в азиатском регионе: Японии, Китае и Южной Корее. В сентябре 2010 года Qriocity стал доступен в Канаде. В некоторых европейских странах (Великобритания, Ирландия, Франция, Германия, Испания и Португалия) Qriocity должен был появиться в ноябре 2010 года, но стал доступен лишь в марте 2011 года.
Музыкальный сервис в составе Qriocity распространялся под брендом Music Unlimited. В Великобритании и Ирландии он был запущен в декабре 2010 года, в январе 2011 года он стал доступен на территории США, Канады, Франции, Италии, Германии и Испании. В Австралии и Новой Зеландии он появился в феврале 2011 года. В 2015 году компания Sony объявила о закрытии Music Unlimited. 29 марта 2015 года сервис полностью прекратил свою работу.
20 апреля Qriocity был отключен в результате серьёзной хакерской атаки.